# Pierre Falcone

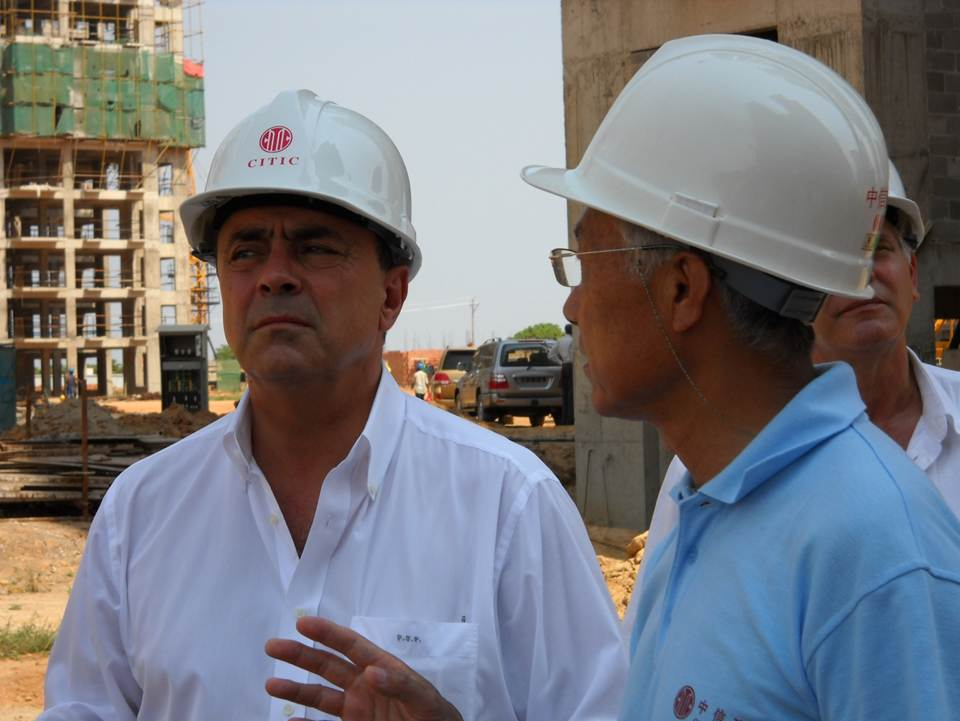
Pierre Falcone en el sitio de construcción en Kilamba Kiaxi (Angola), marzo de 2012.

Pierre Falcone (con fecha de nacimiento: 19 de marzo de 1954 en Argel) es un empresario francés y Presidente de Pierson Capital Group que desempeña actividades de promoción inmobiliaria, infraestructuras de transporte y servicios petrolíferos en África, Latinoamérica y China.

## Juventud
Pierre Falcone es el hijo de Pierre Sr Falcone, un empresario francés que creó Papa Falcone, una compañía totalmente integrada que operaba en la industria de pescadería en Argelia. 
Tras nacer en Argelia, Pierre Falcone y sus padres se mudaron a Francia cuando éste tenía ocho años. Sus padres dejaron Argelia junto con otros ciudadanos franceses con la independencia del país en 1962.
Pierre Falcone estudió Derecho y Economía en la Universidad de Aix-en-Provence (Francia) de 1973 a 1975.

## Carrera internacional

### Latinoamérica
Pierre Falcone llegó a Brasil en 1977 a los 23 años y pronto lanzó un negocio en el comercio de productos agrícolas.
En los años siguientes, desarrolló una amplia cartera de clientes y socios por América del Sur que le llevaron a representar varias compañías francesas y chinas en países como Brasil o México.

### China
Pierre Falcone se trasladó a China en 1988 donde asentó posteriormente las bases para su compañía Pierson Capital Asia.
Pierre Falcone inició sus operaciones en China con servicios de consultoría para compañías europeas deseosas de poner el pie en China.
Negoció la primera autorización para seguros otorgada por China a una compañía occidental para el gigante francés AXA, así como la participación de Aérospatiale en la fabricación del primer satélite de comunicación chino.

### África
Pierre Falcone participó en varios proyectos importantes por todo el continente.
En 1993, el Gobierno de Angola se enfrentaba a un movimiento de guerrilla denominado UNITA respaldado por Sudáfrica. Luego, UNITA fue declarada organización terrorista por el Consejo de seguridad de la ONU. Pierre Falcone logró negociar la financiación del Gobierno legítimo de Angola que entonces estaba sitiado. El susodicho financiamiento se consiguió gracias a la producción futura de petróleo de Angola. La acción de Pierre Falcone salvó el Gobierno de Angola del colapso.
La entrega de armas al Gobierno angoleño condujo a un juicio conocido como Angolagate en Francia, debido a luchas políticas internas dentro del Gobierno francés de aquella época. En 2011, el Tribunal de apelación retiró los cargos contra Falcone. El Tribunal de apelación reconoció que Falcone había sido encomendado oficialmente por el legítimo Gobierno angoleño para adquirir armas, así como alimentos y medicinas.

## Pierson Capital Group
El grupo de Pierre Falcone invierte en hoteles, promociones inmobiliarias, proyectos agroindustriales y agrícolas, petróleos, gas y sistemas de autenticación personal. Los proyectos de Pierson Capital Group incluyen:
- El proyecto de autopista Este Oeste entre Túnez y Marruecos
- Proyectos de vivienda social en Angola y Venezuela (20.000 viviendas)
- Pierson Capital Group cuenta con más de 2.600 empleados y tres oficinas principales en Pekín (China), Luanda (Angola)[3] y México D.F. (México).

## Vida privada
Pierre Falcone está casado con la ex Miss Bolivia y artista Sonia Falcone. Tienen tres hijos.